# Pitcairnia aureobrunnea
Pitcairnia aureobrunnea är en gräsväxtart som beskrevs av Werner Rauh. Pitcairnia aureobrunnea ingår i släktet Pitcairnia och familjen Bromeliaceae. Inga underarter finns listade i Catalogue of Life.